# Juravske, Șîreaieve
Juravske (în ucraineană Журавське) este un sat în raionul Șiriaeve, regiunea Odesa, Ucraina.